# 阪東壽三郎 (2代目)
二代目 阪東 壽三郎（にだいめ ばんどうじゅさぶろう、ばんどう じゅうざぶろう、1857年（安政4年）-1889年（明治22年）4月1日）は、上方の歌舞伎役者。屋号は豊田屋、俳名は岩子。
初代中村雀右衛門の門人となり中村小芝。ちんこ芝居（子供芝居）で活躍。1872（明治5）年正月に二代目坂東芝蔵と名乗り、同年9月大阪筑後芝居で二代目阪東壽三郎を襲名する。以降上方の芝居で活躍し実悪や荒事さらには老女形、新作の毒婦など幅広い芸風で活躍したが、舞台で宙乗りに失敗して負傷。以後は舞台を休みがちになり人気も下降する。1889（明治22）年3月京都南座を舞台を最後に早世した。
実子が三代目阪東壽三郎。幕末から明治にかけて活躍した三代目阪東壽太郎は実兄。